# سالوادور کاپیانو
سالوادور کاپیانو (اسپانیایی: Salvador Capitano‎؛ زادهٔ ۱ ژانویهٔ ۱۹۵۵) بازیکن فوتبال اهل آرژانتین بود.
از باشگاه‌هایی که در آن بازی کرده‌است می‌توان به باشگاه فوتبال پالرمو و باشگاه فوتبال نیولز اولد بویز اشاره کرد.